# Куватское сельское поселение (Братский район)
Куватское сельское поселение — муниципальное образование со статусом сельского поселения в
Братском районе Иркутской области России. Административный центр — село Куватка.

## Население
| 2010 | 2011 | 2012 | 2013 | 2014 | 2015 | 2016 |
| ---- | ---- | ---- | ---- | ---- | ---- | ---- |
| 825  | ↘821 | ↘797 | ↗807 | ↘805 | ↗812 | ↘798 |
| 2017 |      |      |      |      |      |      |
| ↘755 |      |      |      |      |      |      |

По результатам Всероссийской переписи населения 2010 года численность населения муниципального образования составила 825 человек, в том числе 396 мужчины и 429 женщин.